# 小柳基
小柳基（日语：小柳 基，1960年1月4日—），日本男演員、配音員。桐朋學園藝術短期大學藝術學院演劇系中退。出身於北海道。remax所屬。身高175cm。O型血。

## 簡歷
以前經歷演劇實驗室天井棧敷、TEATRO海→田中Promotion、第六感事務所。

## 人物
興趣：駕駛、旅行、騎車及散步。

## 演出作品

### 電視節目
- （CTC）

### 電視劇
- 向太陽怒吼！（日语：太陽にほえろ!）

### 電視動畫
2007年
- 劍豪生死鬥（軍藏）
- 死亡筆記本（約翰·麥肯羅）

2008年
- 秘密 ～The Revelation～（米田雄一、職員）
- 魍魉之匣（寺內、車站人員、記者B、老手刑事）

2009年
- 青色文學系列
  - 「人間失格」（町内會長）
  - 「盛開的櫻花林下」（夫、男2）
- 銀魂（宿無五十六、大使）
- 空中鞦韆（根本導演）
- 戰場女武神（蘿姬／布利吉多·詩塔克的父親、指揮官、操作士、接線員）
- 蒼天航路（魏續、盗賊C、老宦官、官吏、司儀、宦官B、袁紹的部下）
- FRESH光之美少女！（工作人員）
- ONE OUTS（中島教練）

2010年
- 黑執事II（考古學者）

2011年
- 賭博默示錄 破戒錄篇（工場長、工作人員B、工作人員C、黑衣男子A、客人B）
- 銀魂'（公園的、千春的父親）

2014年
- SHIROBAKO（杉江茂）

2015年
- 牙狼〈GARO〉-炎之刻印-（曼努埃爾）

2016年
- 初戀怪獸（校長）
- 危險爺爺邪（日语：絶体絶命でんぢゃらすじーさん）（校長、面惡的人 等）

2018年
- 錢進球場（解說者）（解説者、出川、Carnabeats教練）
- LORD of VERMILION 紅蓮之王（日语：ロード オブ ヴァーミリオン 紅蓮の王）（道明寺羅漢）
- 軒轅劍·蒼之曜（衛兵、士兵）
- 櫻桃小丸子 (第2期)（工友大叔）

2019年
- 南無阿彌陀佛！ -蓮台 UTENA-（次郎、村長）
- 廚病激發BOY（老爺爺）
- 警視廳 特務部 特殊凶惡犯對策室第七課（日语：警視庁 特務部 特殊凶悪犯対策室 第七課 -トクナナ-）（公安部長）

2020年
- pet（日语：ペット (漫画)）（管理員、喬）

### OVA
2010年
- BLACK LAGOON Roberta's Blood Trail（プライヤチャット、司祭）

2011年
- SUPERNATURAL: THE ANIMATION（威利、看守、汽車旅館的主人）

### 電影動畫
2010年
- TRIGUN Badlands Rumble

2011年
- 手塚治虫的佛陀 -美麗的紅色沙漠-

2020年
- 劇場版 SHIROBAKO（杉江茂[2][3]）

### 遊戲
2011年
- 謎惑館 ～隨音逐流～（日语：謎惑館 〜音の間に間に〜）

2019年
- 夢幻模擬戰I&II（巴恩哈特[4]）
- 魔法師交響曲（烏修瑟拉[5]）
- 十三機兵防衛圈（尾西平三[6]）

### 外語配音
※作品依英文名稱及英文原名排序。

#### 電影
2003年
- 李小龍傳說（威廉）

2008年
- 超級魔幻師（Kenny〈史提夫·扎恩〉）
- 有錢真好（英语：Mad Money (film)）（Mandelbrot〈J. C. MacKenzie〉）
- 異魔沼澤（英语：Swamp Devil）（Howard Blame〈布魯斯·鄧恩〉）

2009年
- 微光城市（Sul〈馬丁·蘭道〉）
- 往事情緣（英语：House of D）（Duncan牧師〈法蘭·朗基拿〉、Pappass的父親〈Mark Margolis〉、機場查票員〈Willie Garson〉）
- 戰爭製造公司（英语：War, Inc.）（John McLaughlin[注 1]）

2010年
- 特攻聯盟（Victor "Vic" Gigante〈山德·貝克利〉）

2011年
- 想愛趁現在（英语：A Little Bit of Heaven (2011 film)）（Jack Corbett〈Treat Williams〉）
- 玩命快遞3 ※朝日電視台版。
- 血色入侵

2013年
- 一吻巴黎（Charles）

#### 電視影集
2000年
- 奇異果女孩

2009年
- 都鐸王朝（托馬斯·克倫威爾〈詹姆士·弗萊恩〉）

### 廣播劇CD
- 無限邊疆EXCEED 超級機器人大戰OG 特別廣播劇CD「無限的門繪」（日语：無限のフロンティアEXCEED スーパーロボット大戦OGサーガ）

### 旁白
- 「中國電力」廣告
- 柏青哥必勝指南DVD
- JNN報道特集（日语：JNN報道特集）
- MONTHL NECO（日语：チャンネルNECO）
- 夢十夜公開特別節目

### 舞台
- 青森的基督
- 觀眾席
- 沒有下午的一日

### 其它
- 小學館 「危險爺爺邪（日语：絶体絶命でんぢゃらすじーさん）」（校長、看起來很恐怖的人）

## 腳註

## 外部連結
- 株式會社remax公式官網的聲優簡介 （页面存档备份，存于） （日語）
- （日語）